# Angélica (Mato Grosso del Sur)
Angélica es un municipio brasileño ubicado en el centro del estado de Mato Grosso do Sul, el cumpleaños del municipio se festeja el 13 de mayo.
Situado a una altitud de 358 m s. n. m., su población según los datos del IBGE es de 7.465 habitantes, posee una superficie de 1.273 km², dista de 243 km de la capital estatal Campo Grande.